# 銀同祖廟
銀同祖廟位於臺灣臺南市中西區，主祀天上聖母媽祖。其前身是「同安公廳」，而「銀同」一詞即是同安縣的別稱。該廟宇也是台南市中西區銀同里的里名由來。

## 沿革
過去從泉州府同安縣來臺的兵丁，曾經興建有公廳，但因為治安問題被拆除。後來到了道光廿一年（1841年），戍弁陳青山倡議集資重建會館，而後於次年（1842年）落成。舉人陳貽蘭撰文〈台郡銀同祖廟記〉。當時裡頭供奉「天妃」（媽祖）、「吳真人」（保生大帝）與「陳聖王」（開漳聖王），稱為「銀同祖廟」。而雖然稱為廟，但實際上是銀同會館，同安人來臺即會來此處借住，而到了考試時，也會有考生來借住。
日治時期昭和十年（1935年）因市區改正，銀同祖廟位於計畫道路上而被迫重修。此時「檨仔林朝興宮」也因臺南神社擴張神社外苑被徵收廟地，遂資助重修費用，並將朝興宮神像寄祀在銀同祖廟。
二次大戰中，銀同祖廟遭到重創，民國四十六年（1957年）才在原址重建。後來在民國八十八年（1999年），因為城隍街的開闢又被迫拆除，乃於剩下的後半部廟地興建現今的廟宇建築。

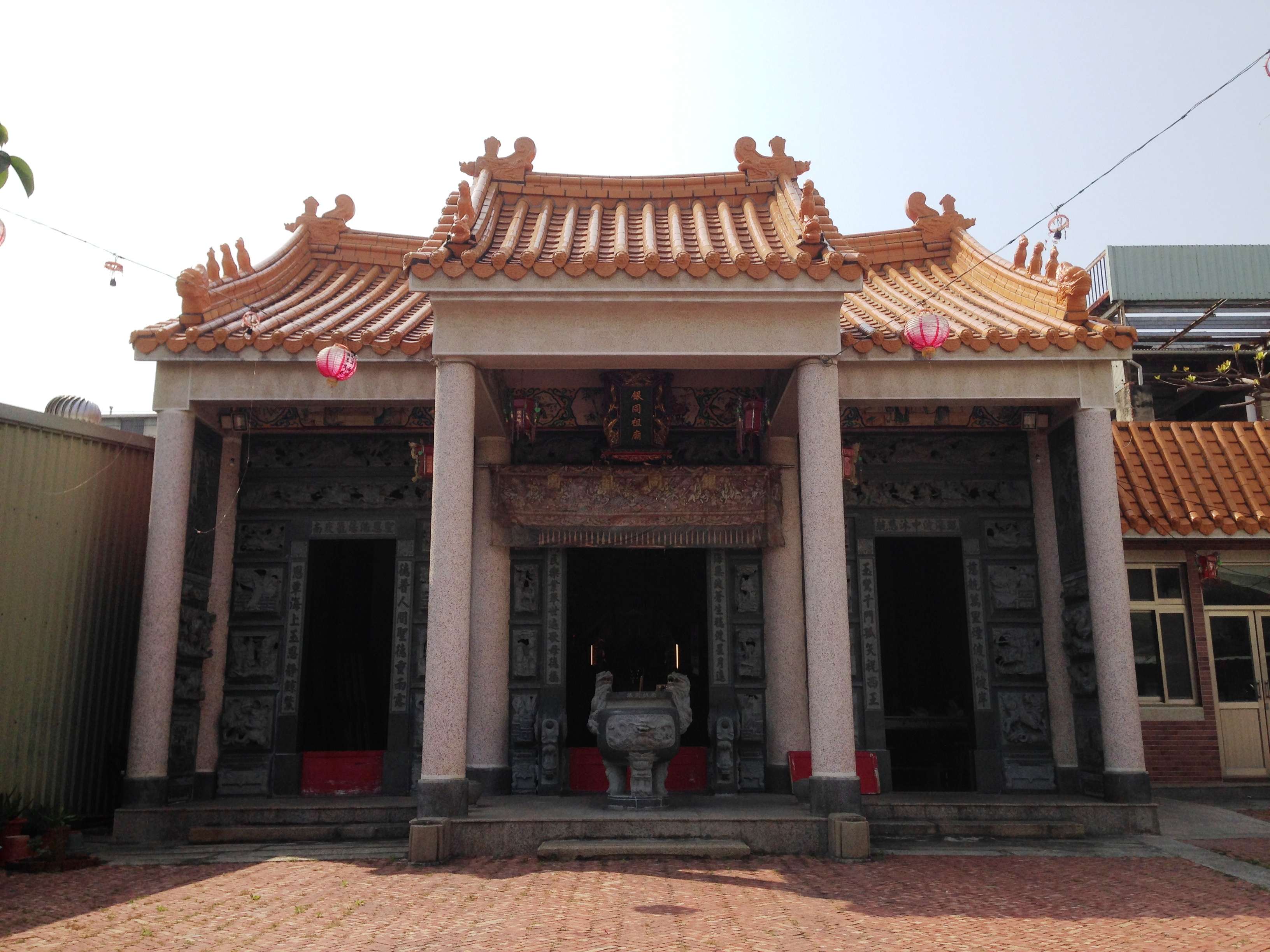
銀同祖廟正殿
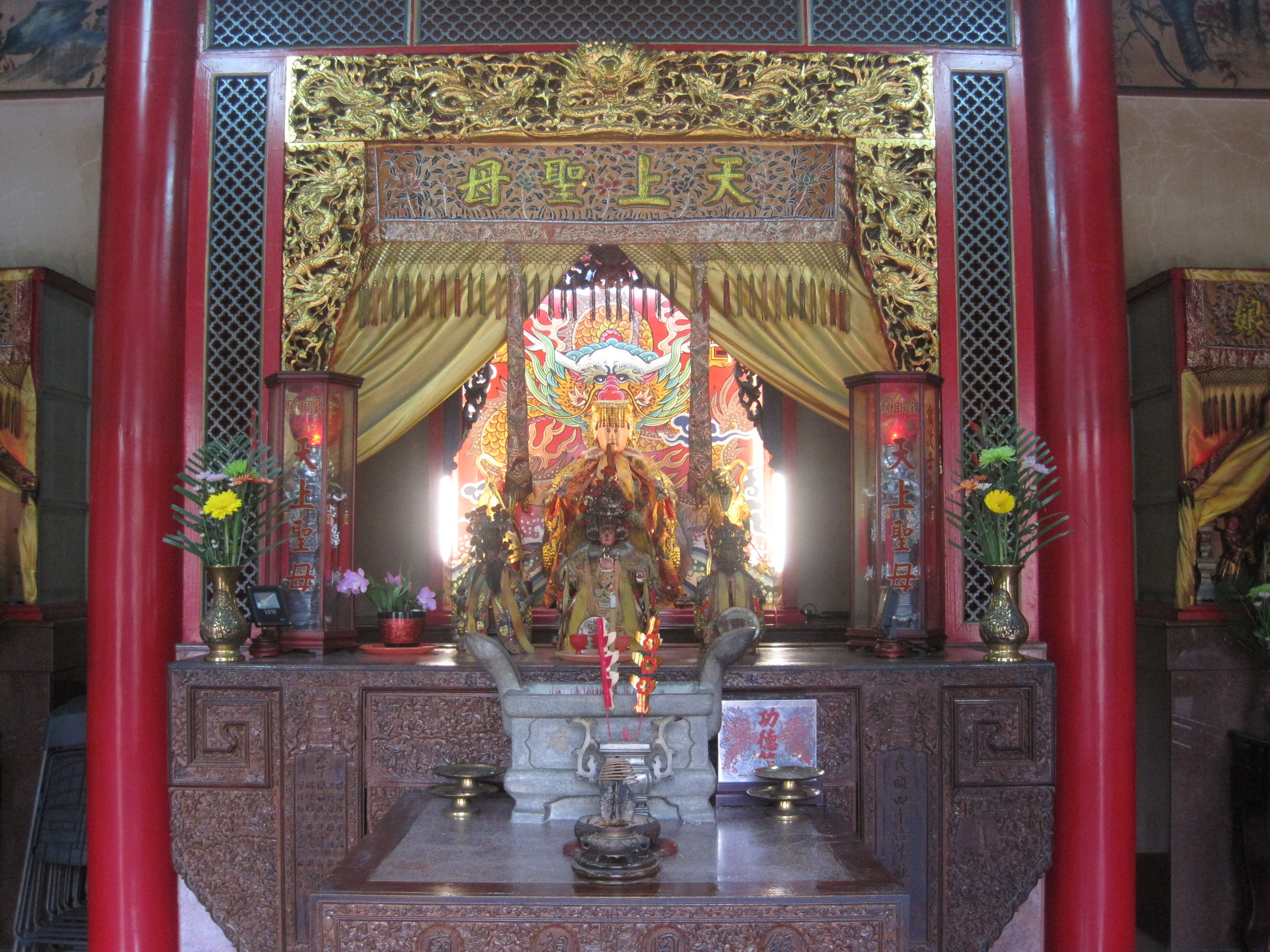
臺南銀同祖廟內部
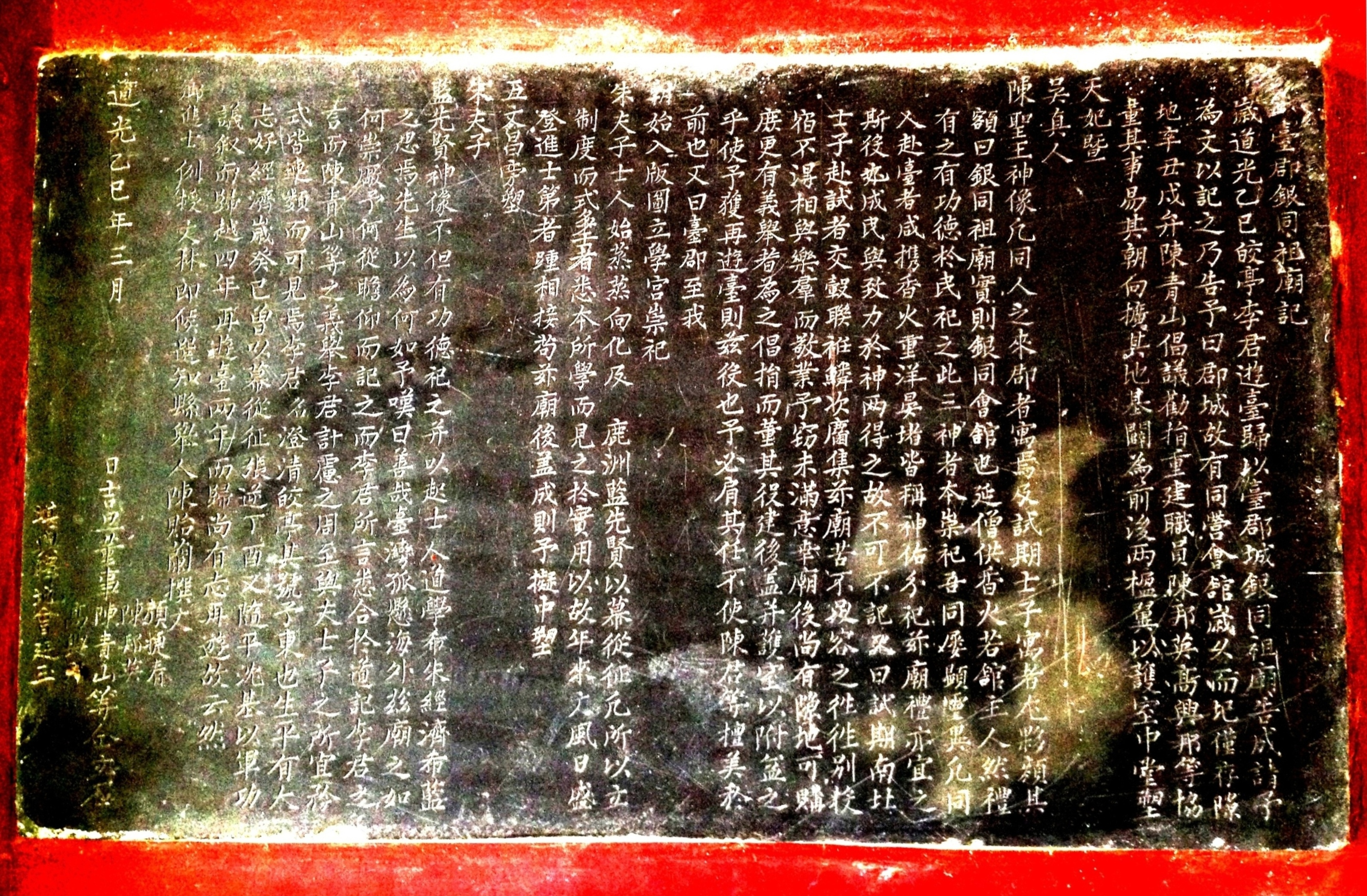
台郡銀同祖廟記

## 祀神
天上聖母、註生娘娘、福德正神、文昌帝君